# Copa CECAFA Sub-20
La Copa CECAFA Sub-20 es un torneo juvenil de la CECAFA, donde juegan los futbolistas menores de 20 años. Su primera edición fue en 1971. 
Ese fue el primer avance en el fútbol juvenil africano; luego vino la creación de la Copa CECAFA Sub-17.
Se ha celebrado en catorze  oportunidades, teniendo como mayor campeón Uganda, que ganó el torneo en cinco oportunidades .

## Palmarés
| Año  | Sede     | Campeón  | Final Resultado  | Subcampeón    | Tercer lugar  | Resultado        | Cuarto lugar |
| ---- | -------- | -------- | ---------------- | ------------- | ------------- | ---------------- | ------------ |
| 1971 | ?        | Tanzania |                  | desconocido   | desconocido   |                  | desconocido  |
| 1973 | Kenia    | Uganda   | liga             | Kenia         | Zambia        | liga             | Tanzania     |
| 1975 | Uganda   | Kenia    |                  | Tanzania      | desconocido   |                  | desconocido  |
| 1981 | Somalia  | Somalia  |                  | Uganda        | desconocido   |                  | desconocido  |
| 1995 | Kenia    | Etiopía  | 3 - 2            | Tanzania      | Uganda        | 2 - 0            | Zanzíbar     |
| 1996 | Etiopía  | Etiopía  | 2 - 0            | Uganda        | desconocido   |                  | desconocido  |
| 1999 | Kenia    | Kenia    | 2 - 1            | Uganda        | Etiopía       | 2 - 2 (pen. 5-4) | Sudán        |
| 2003 | Zanzíbar | Zanzíbar | 1 - 0            | Uganda        | Tanzania      | 2 - 0            | Sudán        |
| 2005 | Zanzíbar | Etiopía  | 1 - 1 (pen. 5-4) | Burundi       | Eritrea       | 1 - 1 (pen. 4-3) | Tanzania     |
| 2006 | Tanzania | Uganda   | 0 - 0 (pen. 4-1) | Burundi       | Tanzania      | 2 - 0            | Kenia        |
| 2010 | Eritrea  | Uganda   | 1 - 1 (pen. 5-3) | Eritrea       | Kenia         | 1 - 0            | Ruanda       |
| 2019 | Uganda   | Tanzania | 1 - 0            | Kenia         | Eritrea       | 1 - 0            | Sudán        |
| 2020 | Tanzania | Uganda   | 4 - 1            | Tanzania      | Sudán del Sur | 2 - 1            | Kenia        |
| 2022 | Sudán    | Uganda   | 2 - 1            | Sudán del Sur | Sudán         | 2 - 1            | Etiopía      |
| 2024 | Tanzania | Tanzania | 2 - 1            | Kenia         | Uganda        | 3 - 1            | Burundi      |

## Títulos por país
En cursiva, se indica el torneo en que el equipo fue local.
| Equipo        | Campeón                          | Subcampeón                 | Tercer lugar   | Cuarto lugar         |
| ------------- | -------------------------------- | -------------------------- | -------------- | -------------------- |
| Uganda        | 5 (1973, 2006, 2010, 2020, 2022) | 4 (1981, 1996, 1999, 2003) | 2 (1995, 2024) |                      |
| Tanzania      | 3 (1971, 2019, 2024)             | 3 (1975, 1995, 2020)       | 2 (2003, 2006) | 2 (1973, 2005)       |
| Etiopía       | 3 (1995, 1996, 2005)             |                            | 1 (1999)       | 1 (2022)             |
| Kenia         | 2 (1975, 1999)                   | 3 (1973, 2019, 2024)       | 1 (2010)       | 2 (2006, 2020)       |
| Zanzíbar      | 1 (2003)                         |                            |                | 1 (1995)             |
| Somalia       | 1 (1981)                         |                            |                |                      |
| Burundi       |                                  | 2 (2005, 2006)             |                | 1 (2024)             |
| Eritrea       |                                  | 1 (2010)                   | 2 (2005, 2019) |                      |
| Sudán del Sur |                                  | 1 (2022)                   | 1 (2020)       |                      |
| Sudán         |                                  |                            | 1 (2022)       | 3 (1999, 2003, 2019) |
| Zambia        |                                  |                            | 1 (1973)       |                      |
| Ruanda        |                                  |                            |                | 1 (2010)             |